# Bataille de Jourf al-Sakhr
Seconde guerre civile irakienne
La bataille de Jourf al-Sakhr a lieu en 2014 lors de la seconde guerre civile irakienne.

## Déroulement
Au sud de Bagdad, la ville de Jourf al-Sakhr se trouve sur un emplacement stratégique car elle se situe sur la route reliant la capitale irakienne à Kerbala (où se déroule chaque année le pèlerinage de l'Achoura qui réunit des millions de visiteurs chiites, autant de cibles potentielles pour Daech qui les considèrent comme des apostats méritant la mort). En attaquant cette ville, les djihadistes de l'État islamique ont pour objectif de couper cette route et d'isoler Bagdad.
La nuit du 27 au 28 juillet, l'armée irakienne bombarde les positions de l'EI à Jourf al-Sakhr. Ces frappes font au moins 17 morts, dont 3 civils - deux femmes et un enfant - et 12 blessés dont plusieurs sont conduits à l'hôpital de Falloujah.
Le matin du 1er août, un combat oppose pendant deux heures les troupes loyalistes aux djihadistes. Selon les déclarations à l'AFP d'un médecin et d'un lieutenant de l'armée irakienne, le bilan est de 17 morts et 3 blessés du côté des militaires contre 23 tués chez les djihadistes.
La nuit du 1er au 2 août, les djihadistes de l'EI attaquent au mortier les positions des loyalistes. 11 soldats et 12 combattants de la milice chiite Assaib Ahl al-Haq sont tués selon les déclarations à l'AFP d'un officier et un médecin militaire.
Le lendemain, les loyalistes contre-attaquent et lancent une offensive sur Jourf al-Sakhr, ainsi que les localités proches d'Al-Hamya et Latifiya. 7 soldats sont blessés et 37 djihadistes sont tués.
Le 24 octobre, l'armée irakienne, soutenue par 6 000 miliciens, majoritairement chiites, des Hachd al-Chaabi, lance une offensive dans sept secteurs de Jourf al-Sakhr. Au moins huit soldats sont tués selon des officiers irakiens qui revendiquent également la mort de plusieurs dizaines de djihadistes, mais ce bilan, non confirmé, est possiblement exagéré. Le 25 octobre, après six heures de la combats, la ville de Jourf al-Sakhr est entièrement reprise par les forces loyalistes,, cependant elle est totalement ravagée par plusieurs mois de combats.  
Le 27 octobre, 27 miliciens chiites sont tués et 60 blessés dans un attentat-suicide au véhicule piégé près de Jourf al-Sakhr.